# 이와키 다카히로

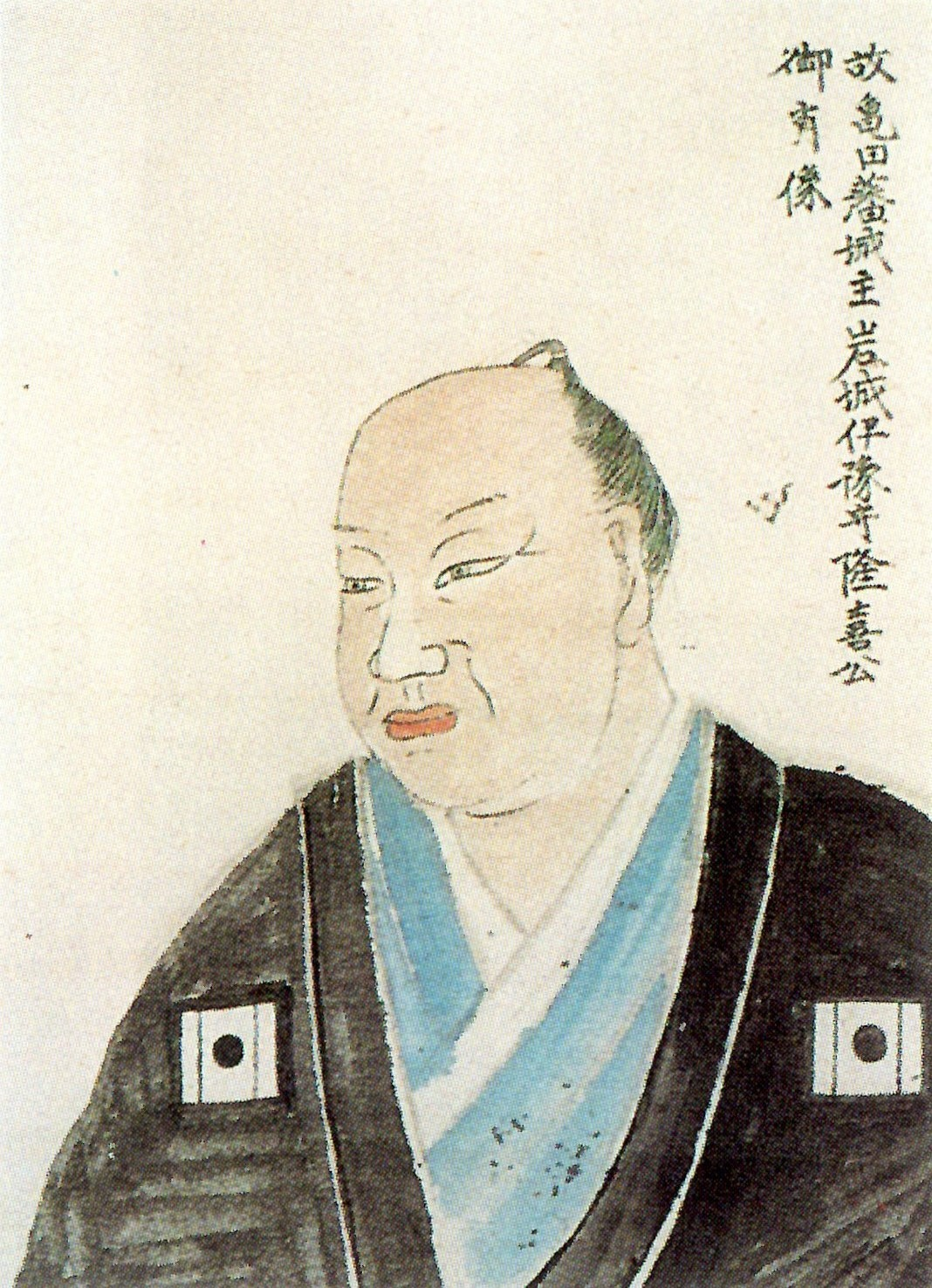
이와키 다카히로

이와키 다카히로(일본어: 岩城隆喜, 1791년 11월 27일 ~ 1854년 1월 7일)는 일본 에도 시대의 다이묘로, 가메다번의 8대 번주이다. 통칭은 가메지로(亀次郎), 가메고로(亀五郎), 우네메(采女)이며, 관위는 종5위하, 이요노카미이다.
선대 번주 이와키 다카노리의 맏아들로 태어났다. 분카 14년(1817년) 7월 13일, 아버지 다카노리가 사망함에 따라 가문을 계승하였다. 고카 원년(1844년), 슨푸 가반에 임명되었다. 가에이 5년(1852년) 12월 27일, 야나기모토 번주 오다 노부아키와 함께 가격(家格)을 성주격으로 승급받았다. 가에이 6년 12월 9일, 63세의 나이로 사망하였다. 넷째 아들 다카나가가 그 뒤를 이었다.
| 전임 이와키 다카노리 | 제8대 가메다번 번주 1817년 ~ 1854년 | 후임 이와키 다카나가 |